# Naugle v. Philip Morris USA, Inc.
Il processo noto come Naugle v. Philip Morris USA, Inc. è stato un processo celebrato presso la corte della contea di Broward, in Florida nel 2009, che si è risolto a favore della querelante, Lucinda Naugle, a cui è stato riconosciuto in primo grado un risarcimento di 300 milioni di dollari. La somma includeva 56,6 milioni di dollari come risarcimento per le spese mediche sostenute dalla Naugle e 244 milioni come risarcimento per i danni subiti. Il processo fu una vera e propria pietra miliare nel suo genere e, all'epoca dei fatti, il verdetto sancì il più alto indennizzo mai pagato ad un singolo individuo da una azienda dell'industria del tabacco, nella fattispecie la Philip Morris USA (PM); la vicenda ebbe un enorme risalto e fu al centro di servizi della NBC, dell'ABC, della trasmissione 60 Minutes, e del The New York Times.
A fine 2013, dopo diverse vicende giudiziarie, la corte d'appello del quarto distretto della Florida, avente sede a West Palm Beach, ridusse la parte dell'indennizzo relativa ai danni subiti a 11,2 milioni di dollari.

## Antefatto
Nel 1968, a vent'anni, Lucinda Naugle, una manager di Fort Lauderdale, in Florida, nonché sorella dell'ex-sindaco della città, Jim Naugle, iniziò a fumare. La Naugle fu una fumatrice per ben venticinque anni; quando, a 45 anni, decise di smettere, era ormai già malata di enfisema, una patologia polmonare di tipo ostruttivo che l'aveva resa incapace persino di camminare, se non a piccoli e lenti passi.

## Primo grado
Il processo Naugle v. Phillip Morris si tenne presso il consiglio giudiziario di circuito della contea di Broward, a Fort Lauderdale, e il verdetto fu pronunciato dalla giuria il 20 novembre 2009.
Al processo, la querelante accusò la Philip Morris USA, produttrice delle sigarette da lei fumate, le Benson & Hedges, di avere deliberatamente e coscientemente nascosto, al tempo, il fatto che le sigarette fossero dannose per la salute e che dessero dipendenza. Oltre a questo, la Philip Morris fu anche citata in giudizio sulla base del fatto che le sigarette prodotte e commercializzate dall'azienda fossero addirittura più pericolose del normale.
Questa causa fu figlia, come più di altre 7.000, della class action conclusasi nel 2006 e nota come "Engle v. Liggett", in cui la Corte Suprema della Florida, seppur annullando il risarcimento inflitto alle compagnie del tabacco ritenendolo, anche in questo caso, dettato dal risentimento, confermò il verdetto della giuria secondo cui le compagnie sapevano che le sigarette erano pericolose per la salute e causavano dipendenza e ciononostante lo avevano tenuto nascosto. In quel caso la corte riconobbe anche che la class action non poteva essere tale. Secondo i giudici, infatti, i più di centomila querelanti e le loro motivazioni erano troppo eterogenei per poter costituire una class action ma consigliarono comunque ai singoli di intentare cause individuali; le migliaia di cause derivate da questa decisione saranno così poi conosciute come "Engle-progeny" (letteralmente: "progenie di Engle").
Come detto in precedenza, il verdetto fu di colpevolezza per la Philip Morris USA, che fu condannata a risarcire Lucinda Naugle per un ammontare di 300 milioni di dollari. Nel 2010, però, a seguito di una mozione post-verdetto sollevata dalla PM, il giudice del consiglio giudiziario di circuito, Jeffrey Streitfeld, che aveva presieduto la corte, giudicò la decisione della giuria dettata da rabbia e risentimento per l'imputato e ridimensionò l'ammontare del risarcimento relativo ai danni procurati, riducendolo a 36,8 milioni di dollari.

## Appello
La Philip Morris USA, considerando il risarcimento troppo esoso anche dopo il suddetto ridimensionamento, impugnò la sentenza e si appellò alla corte d'appello del quarto distretto della Florida, di West Palm Beach, la quale confermò le responsabilità della Philip Morris USA ma decise che una nuova giuria dovesse riconsiderare l'ammontare finale dell'indennizzo da pagare alla querelante.
Così, il 16 ottobre 2013, dopo un nuovo processo, un'altra giuria riconobbe alle signora Naugle un risarcimento da 11,2 milioni di dollari. Pochi giorni dopo, però, a causa di un messaggio ricevuto dal rappresentante della giuria ed inviato da uno dei giurati durante il weekend precedente al verdetto, si venne a sapere che anche in questo caso la giuria avrebbe potuto essere stata influenzata da vari risentimenti verso l'imputato. Tanto bastò perché fosse sollevata una nuova richiesta di annullamento e di revisione del processo da parte della Philip Morris USA.
Il 27 aprile 2017, a due anni e mezzo dalla scomparsa della signora Naugle, morta il 1º novembre 2013 e in seguito rappresentata dal fratello James Naugle, la richiesta di un ulteriore appello è però stata respinta.